# Convoluta boyeri
Convoluta boyeri är en plattmaskart som beskrevs av Bush 1984. Convoluta boyeri ingår i släktet Convoluta och familjen Convolutidae. Inga underarter finns listade i Catalogue of Life.